# Ametropus ammophilus
Ametropus ammophilus är en dagsländeart som beskrevs av Allen och Edmunds 1976. Ametropus ammophilus ingår i släktet Ametropus och familjen Ametropodidae. Inga underarter finns listade i Catalogue of Life.